# Intervalo (performance)
Intervalo é um recesso entre duas partes de uma performance ou produção artística: uma peça teatral, uma ópera, um concerto ou a exibição de um filme. Não deve ser confundido com um entr'acte (do francês: "entre atos"), uma modalidade específica de intervalo que a partir do século XVIII passou a designar uma performance cantada, dançada, falada ou musicada que ocorria entre dois atos, sem qualquer relação com a apresentação principal e que assim no mundo da ópera e do teatro musical tornou-se uma performance orquestral com a duração de um intervalo e que se liga, sem interrupção, ao próximo ato.
Jean-François Marmontel e Denis Diderot consideravam o intervalo como um período no qual a ação não se interrompia, mas que de fato continuava fora do palco: "o intervalo é um descanso para os espectadores, não para a ação," escreveu Marmontel em 1763. "Considera-se que os personagens continuem a ação durante o intervalo que separa um ato do outro." Entretanto, os intervalos são mais que apenas pausas dramáticas que compõem uma estrutura dramática. Eles também existem por razões mais mundanas, tais como saber que é difícil para a audiência concentrar-se por mais de duas horas seguidamente e que os atores e artistas em geral (para apresentações ao vivo) precisam de descanso. Os intervalos também representam uma oportunidade para que se mudem os cenários e as roupas do elenco. As casas de espetáculos também se aproveitam da vantagem de venda comida e bebida em suas bombonnières.
Psicologicamente, os intervalos permitem à audiência pausar a suspensão de descrença e retornar à realidade e são um período no qual podem pôr em atividade as faculdades críticas que foram suspensas durante a apresentação.